# Mischocephalus
Mischocephalus is een geslacht van kevers uit de familie van de loopkevers (Carabidae). De wetenschappelijke naam van het geslacht is voor het eerst geldig gepubliceerd in 1862 door Chaudoir.

## Soorten
Het geslacht Mischocephalus is monotypisch en omvat slechts de volgende soort:
- Mischocephalus spinicollis Chaudoir, 1862